# Écardenville-la-Campagne
Pour l’article homonyme, voir Écardenville-sur-Eure.
Écardenville-la-Campagne est une commune française située dans le département de l'Eure en région Normandie.

## Géographie

### Localisation
Écardenville-la-Campagne est une commune du centre du département de l'Eure en région Normandie. Elle appartient à la région naturelle de la campagne du Neubourg.
| Thibouville | Thibouville, Rouge-Perriers |                            |
| Thibouville | Écardenville-la-Campagne    | Épreville-près-le-Neubourg |
| Bray        | Bray                        | Combon                     |

### Hydrographie
La commune est située dans le bassin Seine-Normandie. Elle n'est drainée par aucun cours d'eau,.

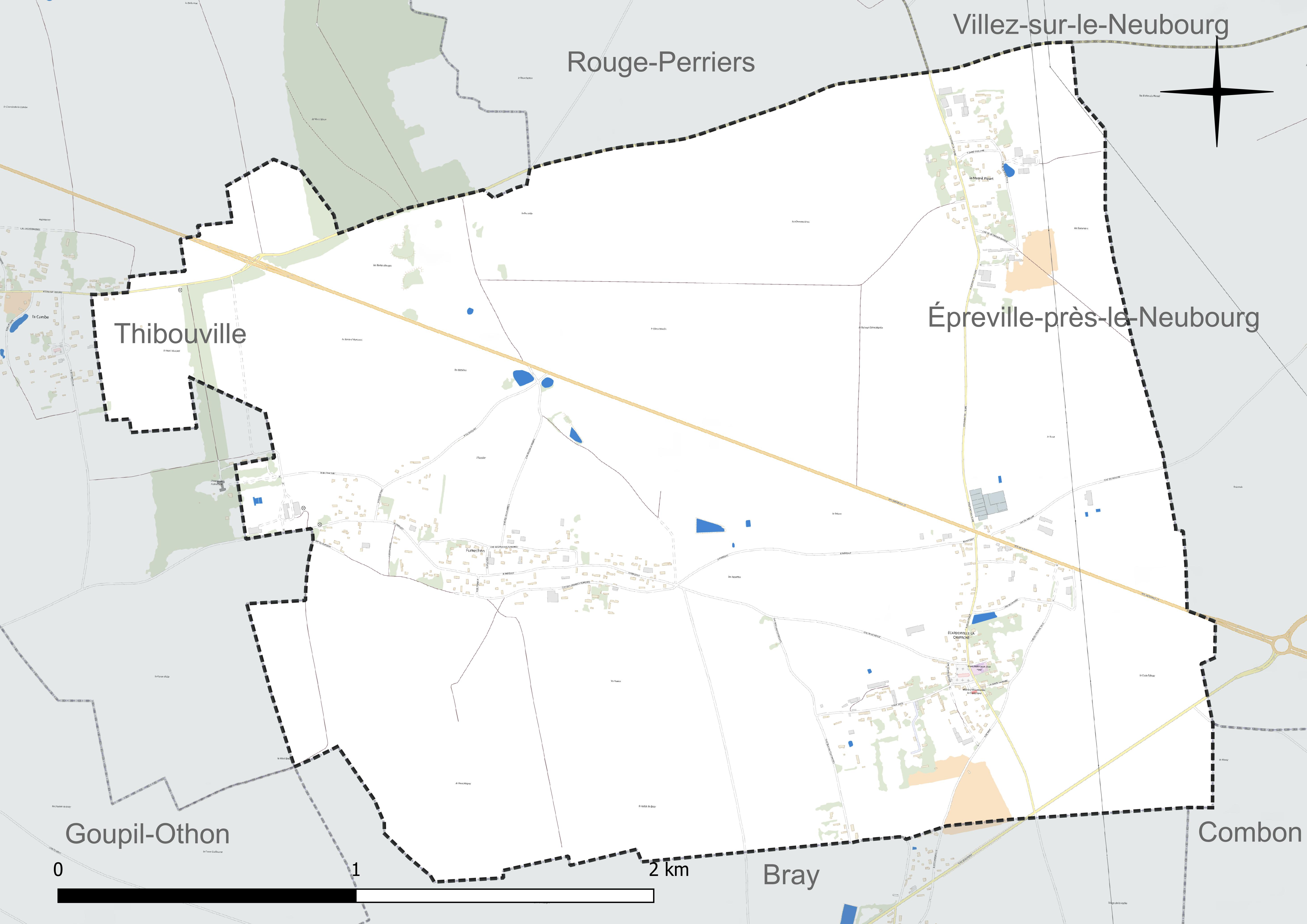
Réseau hydrographique d'Écardenville-la-Campagne.

### Climat
Pour des articles plus généraux, voir Climat de la Normandie et Climat de l'Eure.
En 2010, le climat de la commune est de type climat océanique dégradé des plaines du Centre et du Nord, selon une étude du CNRS s'appuyant sur une série de données couvrant la période 1971-2000. En 2020, Météo-France publie une typologie des climats de la France métropolitaine dans laquelle la commune est exposée à un climat océanique et est dans la région climatique  Côtes de la Manche orientale, caractérisée par un faible ensoleillement (1 550 h/an) ; forte humidité de l’air (plus de 20 h/jour avec humidité relative > 80 % en hiver), vents forts fréquents. Parallèlement le GIEC normand, un groupe régional d’experts sur le climat, différencie quant à lui, dans une étude de 2020, trois grands types de climats pour la région Normandie, nuancés à une échelle plus fine par les facteurs géographiques locaux. La commune est, selon ce zonage, exposée à un « climat des plateaux abrités », correspondant aux plaines agricoles de l’Eure, avec une pluviométrie beaucoup plus faible que dans la plaine de Caen en raison du double effet d’abri provoqué par les collines du Bocage normand et par celles qui s’étendent sur un axe du Pays d'Auge au Perche.
Pour la période 1971-2000, la température annuelle moyenne est de 10,4 °C, avec  une amplitude thermique annuelle de 13,9 °C. Le cumul annuel moyen de précipitations est de 743 mm, avec 11,8 jours de précipitations en janvier et 8,3 jours en juillet. Pour la période 1991-2020, la température moyenne annuelle observée sur la station météorologique la plus proche, située sur la commune de Brionne à 12 km à vol d'oiseau, est de 11,5 °C et le cumul annuel moyen de précipitations est de 791,7 mm,. Pour l'avenir, les paramètres climatiques de la commune estimés pour 2050 selon différents scénarios d’émission de gaz à effet de serre sont consultables sur un site dédié publié par Météo-France en novembre 2022.

## Urbanisme

### Typologie
Au 1er janvier 2024, Écardenville-la-Campagne est catégorisée commune rurale à habitat dispersé, selon la nouvelle grille communale de densité à 7 niveaux définie par l'Insee en 2022.
Elle est située hors unité urbaine. Par ailleurs la commune fait partie de l'aire d'attraction du Neubourg, dont elle est une commune de la couronne,. Cette aire, qui regroupe 13 communes, est catégorisée dans les aires de moins de 50 000 habitants,.

### Occupation des sols
L'occupation des sols de la commune, telle qu'elle ressort de la base de données européenne d’occupation biophysique des sols Corine Land Cover (CLC), est marquée par l'importance des territoires agricoles (92,4 % en 2018), une proportion sensiblement équivalente à celle de 1990 (92,8 %). La répartition détaillée en 2018 est la suivante : 
terres arables (87,8 %), zones urbanisées (7,4 %), zones agricoles hétérogènes (4,6 %), forêts (0,2 %). L'évolution de l’occupation des sols de la commune et de ses infrastructures peut être observée sur les différentes représentations cartographiques du territoire : la carte de Cassini (XVIIIe siècle), la carte d'état-major (1820-1866) et les cartes ou photos aériennes de l'IGN pour la période actuelle (1950 à aujourd'hui).

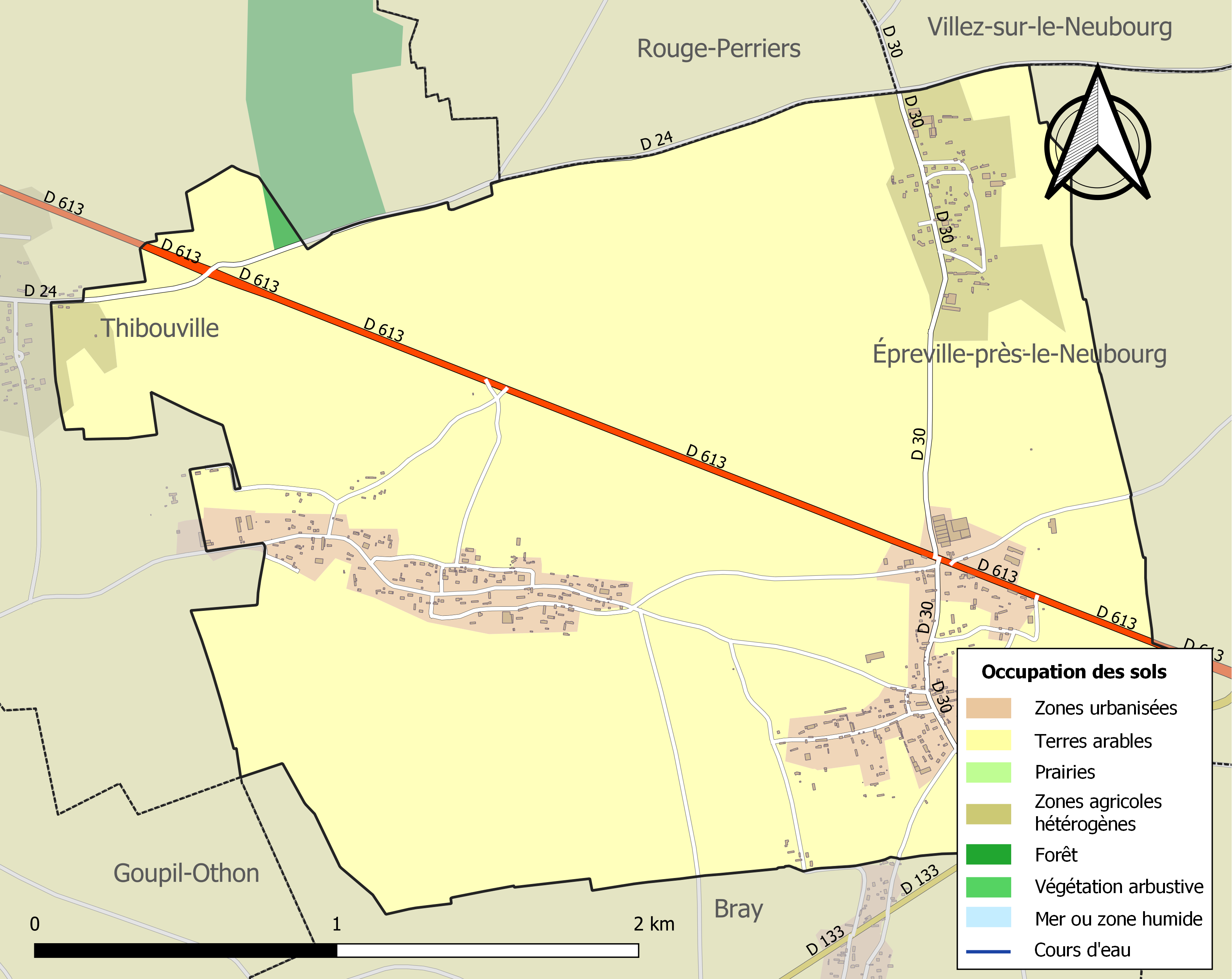
Carte des infrastructures et de l'occupation des sols de la commune en 2018 (CLC).

## Toponymie
Le nom de la localité est attesté sous les formes Eschardani Villa en 1080, Esquardenville en 1237, Esquerdenvilla en 1243, Escardenvilla en 1247, Escardenville en 1250, Escardenvilla en 1270, Escardeville près de Neufboure en 1359 (archives nationales), Escardanville en 1389 (La Roque), Escardonville en 1722 (Masseville), Ecardenville en 1793, Écardeuville en 1801.
Le déterminant complémentaire la-campagne, s'applique à la plaine du Neubourg.

## Politique et administration
| Période                                  | Période  | Identité     | Étiquette | Qualité     |
| ---------------------------------------- | -------- | ------------ | --------- | ----------- |
| avant 1988                               | 2008     | Jean Paul    | DVD       | Agriculteur |
| 2008                                     | En cours | Didier Lecoq | DVD       | Agriculteur |
| Les données manquantes sont à compléter. |          |              |           |             |

## Démographie
L'évolution du nombre d'habitants est connue à travers les recensements de la population effectués dans la commune depuis 1793. Pour les communes de moins de 10 000 habitants, une enquête de recensement portant sur toute la population est réalisée tous les cinq ans, les populations de référence des années intermédiaires étant quant à elles estimées par interpolation ou extrapolation. Pour la commune, le premier recensement exhaustif entrant dans le cadre du nouveau dispositif a été réalisé en 2006.

En 2022, la commune comptait 446 habitants, en évolution de −5,51 % par rapport à 2016 (Eure : −0,25 %, France hors Mayotte : +2,11 %).
| 1793 | 1800 | 1806 | 1821 | 1831 | 1836 | 1841 | 1846 | 1851 |
| ---- | ---- | ---- | ---- | ---- | ---- | ---- | ---- | ---- |
| 864  | 904  | 928  | 901  | 871  | 897  | 823  | 795  | 757  |

| 1856 | 1861 | 1866 | 1872 | 1876 | 1881 | 1886 | 1891 | 1896 |
| ---- | ---- | ---- | ---- | ---- | ---- | ---- | ---- | ---- |
| 742  | 666  | 611  | 593  | 511  | 468  | 447  | 449  | 451  |

| 1901 | 1906 | 1911 | 1921 | 1926 | 1931 | 1936 | 1946 | 1954 |
| ---- | ---- | ---- | ---- | ---- | ---- | ---- | ---- | ---- |
| 455  | 387  | 378  | 337  | 347  | 364  | 346  | 395  | 383  |

| 1962 | 1968 | 1975 | 1982 | 1990 | 1999 | 2006 | 2011 | 2016 |
| ---- | ---- | ---- | ---- | ---- | ---- | ---- | ---- | ---- |
| 357  | 343  | 307  | 321  | 327  | 310  | 382  | 441  | 472  |

| 2021 | 2022 | - | - | - | - | - | - | - |
| ---- | ---- | - | - | - | - | - | - | - |
| 455  | 446  | - | - | - | - | - | - | - |

## Culture locale et patrimoine

### Lieux et monuments
Écardenville-la-Campagne compte plusieurs édifices inscrits à l'inventaire général du patrimoine culturel :
- L'église Saint-Martin (XIIIe, XVIe et XVIIIe)[24]. Le chœur et la nef datent du XIIIe siècle et le portail du XVIe siècle. La voûte d'ogives du chœur a été démontée en 1812 ;
- Un manoir du XVIIIe siècle au lieu-dit le Mesnil-Pipart[25]. Ce manoir est mentionné depuis le XIe siècle. La chapelle Notre-Dame, mentionnée en 1482 et en 1521, est détruite dans la deuxième moitié du XVIIIe siècle ;
- Trois maisons : la première du XVIIIe siècle au lieu-dit le Mesnil-Pipart[26], la deuxième du XVIIIe siècle[27] et la troisième du XVIIIe siècle au lieu-dit Fumechon[28] ;
- Une ferme du XVIIe siècle au lieu-dit Fumechon[29].

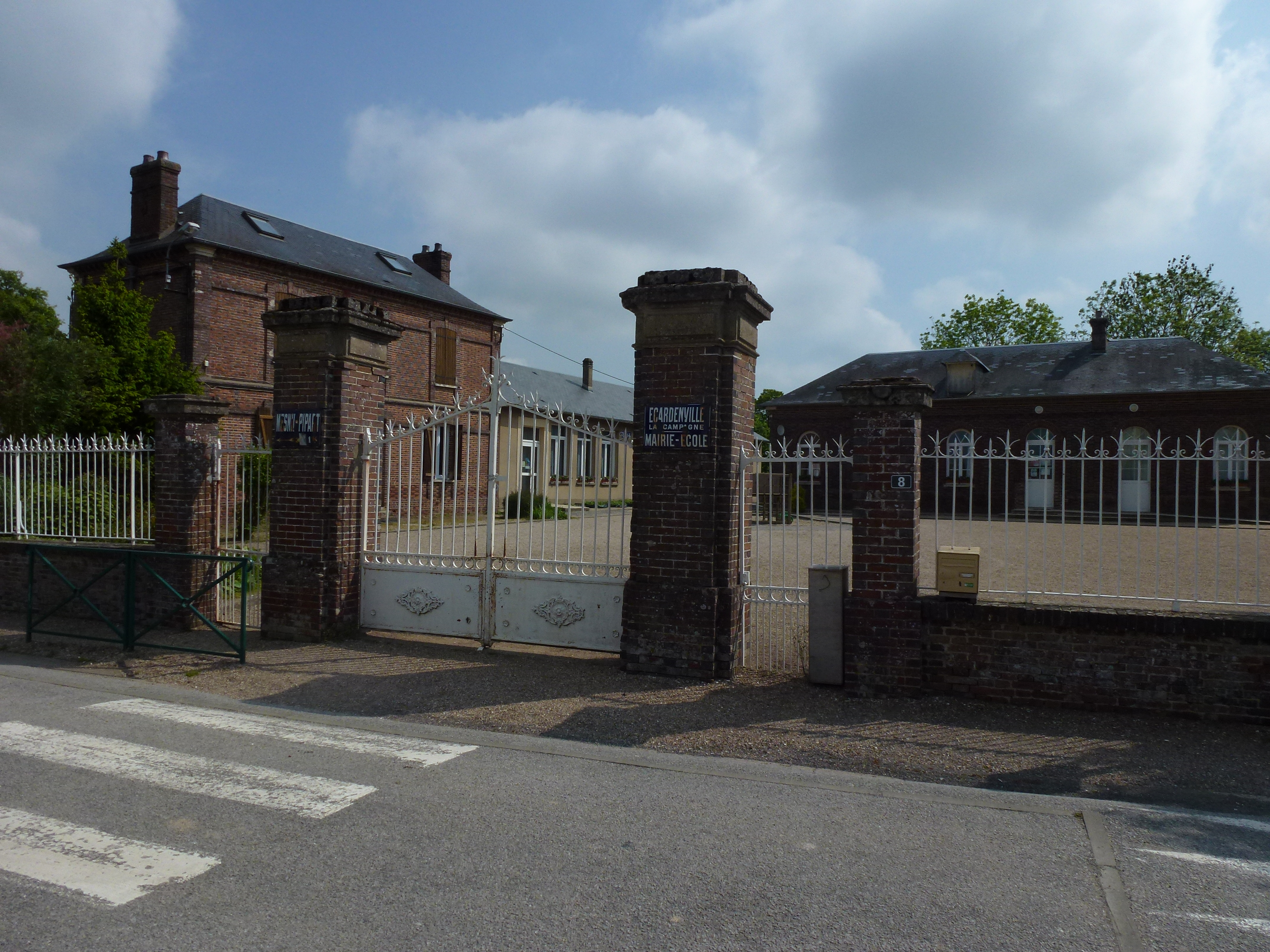
Mairie-école.
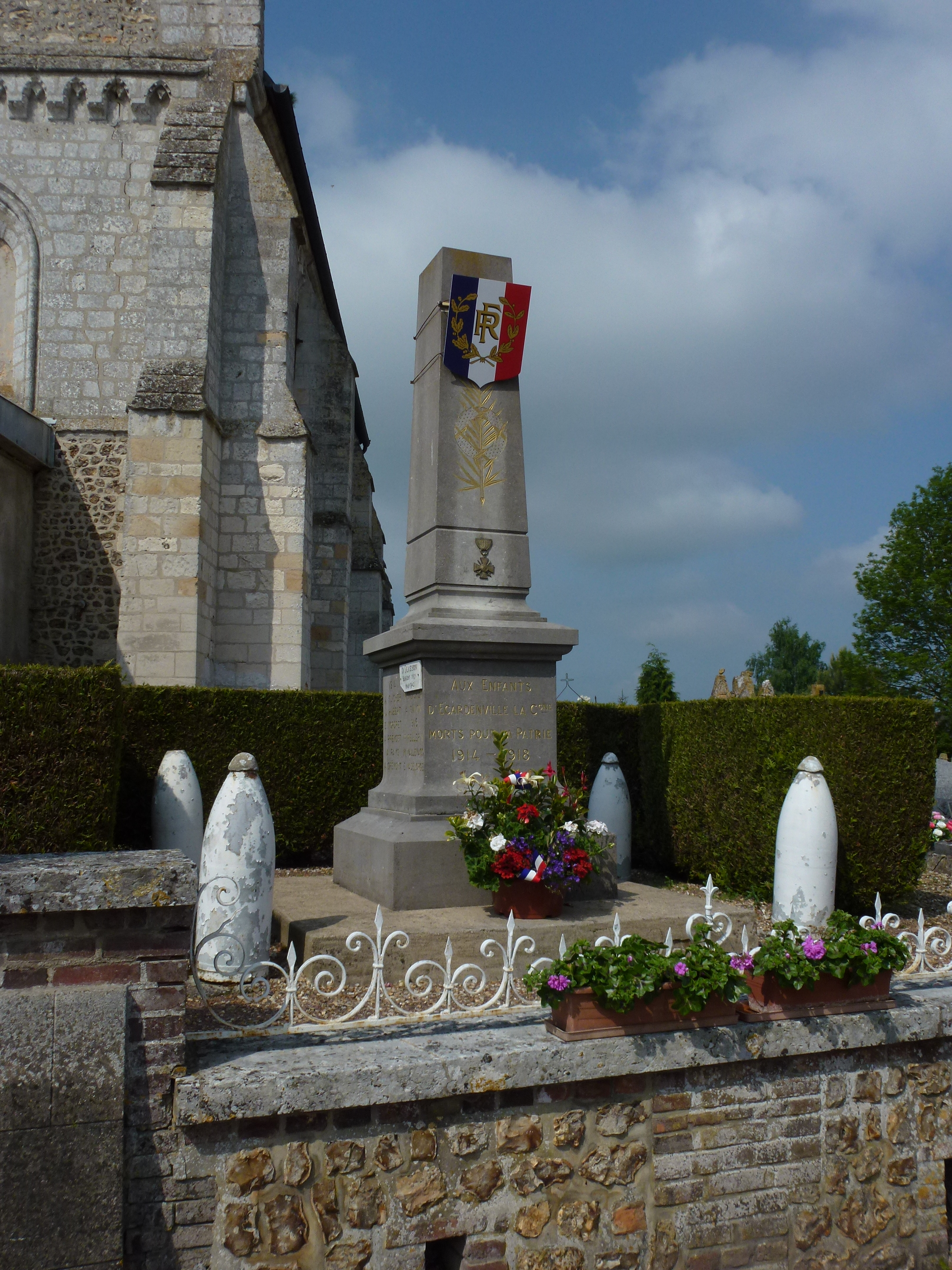
Monument aux morts.

### Patrimoine naturel

#### ZNIEFF de type 1
- La mare des bétoires[30]. Cette mare abrite plusieurs espèces végétales déterminantes telles que le myriophylle à fleurs alternes, la Véronique à écussons ou la salicaire pourpier.

#### ZNIEFF de type 2
- La vallée de la Risle de Brionne à Pont-Audemer, la forêt de Montfort[31].

#### Site classé
- L’église et le cimetière  Site classé (1926)[32].